# Tilapia guinasana
Tilapia guinasana es una especie de peces de la familia Cichlidae en el orden de los Perciformes.

## Morfología
Los machos pueden llegar alcanzar los 14 cm de longitud total.

## Distribución geográfica
Se encuentran en África: lago Guinas (Namibia).

## Estado de conservación
Sus principales amenazas son la extracción de aguas subterráneas para la agricultura y la posible introducción de especies exóticas (por ejemplo, Oreochromis mossambicus y Tilapia sparrmanii ya que la primera podría ser un competidor directo para el espacio y el alimento- además de actuar como un depredador - y la segunda podría producir híbridos fértiles con T. guinasana).